# ホスファチジルイノシトール4,5-ビスリン酸
ホスファチジルイノシトール4,5-ビスリン酸（英：Phosphatidylinositol 4,5-bisphosphate、PI(4,5)P2）は細胞膜の微量構成成分の一つである。PI(4,5)P2は多くの重要なシグナリングタンパク質の基質である細胞膜で濃縮される。
ホスホリパーゼCはPI(4,5)P2のホスホジエステル結合を加水分解し、イノシトールトリスリン酸（IP3）とジアシルグリセロール（DG、DAG）を産生する。これらの生成物はさまざまな刺激に反応してGタンパク質のGqの機能を実行する。
PI(4,5)P2は主にホスファチジルイノシトール-4-リン酸-5-キナーゼ（Type I）によってホスファチジルイノシトール4-リン酸（PI(4)P）から作られる。
ホスファチジルイノシトール-3-キナーゼ（クラスI ）はPI(4,5)P2をリン酸化し、ホスファチジルイノシトール-3,4,5-トリスリン酸（PI(3,4,5)P3）を生成する。

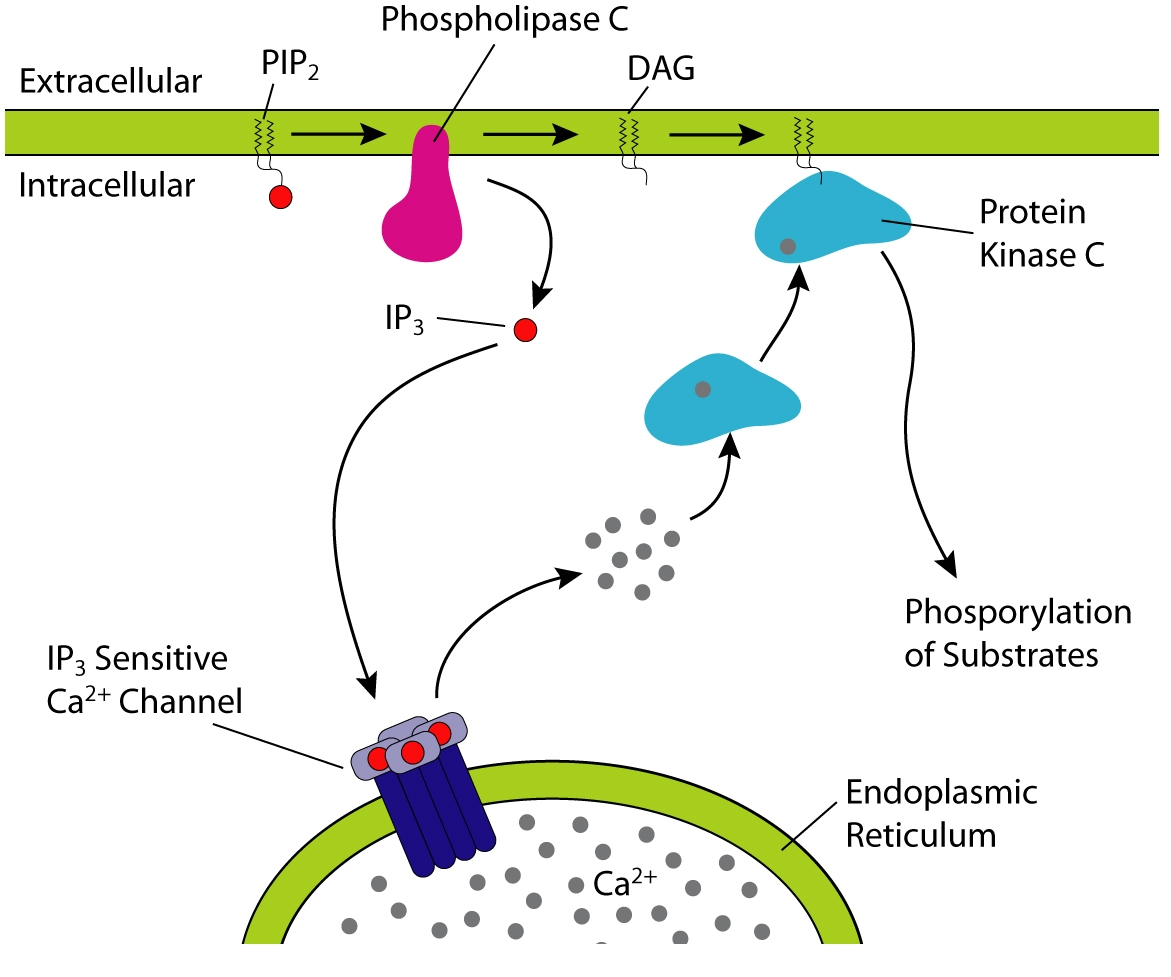
ホスファチジルイノシトールビスリン酸 (PIP2) は IP3 と DAG になり、細胞内へのCa2+放出とプロテインキナーゼC (PKC) 活性化を開始する